# Phare de la Pointe des Nègres
Le phare de la Pointe des Nègres se situe à la pointe du même nom et domine le port de Fort-de-France en Martinique.

## Phare actuel
C'est une tour à squelette hexagonal en fer de fonte peinte en blanc.
Une ancienne maison de gardiennage est attenante.
Il a été inscrit monument historique par arrêté du 16 décembre 2013,.